# سايلنت هيل: أورفن

سايلنت هيل:اليتيم1

سايلنت هيل: اليتيم المعروفة باسم (سايلنت هيل موبايل في أوروبا) هو الإصدار لأول لسايلنت هيل على الهاتف المحمول تم تعيين اللعبة في دار للأيتام وطريقة اللعب كشخص أول، طريقة اللعب (تأشير ونقر). وحتى يتسنى للاعب من أجل البقاء، يجب أن تحل سلسلة من الألغاز باستخدام مختلف العناصر والقرائن. اليتيم أيضا تكشف عن منظور جديد على بعض الأحداث الماضية التي وقعت في بلدة وأطلقت اللعبة المحمول الثانية في اليابان في عام 2007 بعنوان سايلنت هيل: الهروب هذه الدفعة استغلت تكنولوجيا الحركة إلى الشعور الإيماءات من خلال. كاميرا الهاتف

## ملخص
اليتيم تحدث داخل أسوار دار للأيتام مهجورة في البلدة التي يخيم عليها الضباب. تبدأ اللعبة مع اللاعب بدور بن، الذي كان واحدا من عدد قليل من الأطفال الذين نجوا من أحداث ليلة غامضة، قبل ثلاثين عاما، عندما توفي تقريبا كل الأطفال والرعاية. بن يعود إلى دار الأيتام في شيبارد لمعرفة حقيقة ما حدث في تلك الليلة. وخلال استكشافه لدار الأيتام، يسمع صراخ شخص آخر، كارين، من خلال قناة تهوية ويقدم لإيجادها وإطلاق سراحها لأنها لا يمكن أن تتذكر كيف وصلت هناك. وبعد فترة قصيرة، يجد بن رمزا أحمر غريب في حمام مهجور الذي يحول دار الأيتام إلى مكان بشع، دموي نسخة عالم الآخر تعج بالوحوش. بعد حل الألغاز، يكتشف انه مصاب بسرطان في مرحلة الطفولة، وعندما يعود إلى غرفة الاستحمام (ملاذه الآمن عندما كان طفلا) يتعرض لهجوم من قبل قوة غير مرئية.
ثم نتحول إلى قمر، يتيمة آخرى التي نجت من المذبحة. تكتشف جثة بن في غرفة الاستحمام، وصرح على الانتحار بنفس القوة الغريبة التي واجهها بن (قمر حاولت الانتحار في الماضي ووالديها، تعبوا من المحاولات اليائسة، لذا أحضراها إلى دار الأيتام). بعد مزيد من الاستكشاف، تحصل على مقص وصوت يشرح لها استخدامه. بدلا من ذلك تستخدمه في حل اللغز، وبعد ذلك تكتشف رسالة انتحارية من نفسها موجهة لوالديها، والتي على ما يبدو لم تقم قمر بكتابتها. عندما تدخل قمر المكان الذي اقترحته الرسالة، تواجه الصوت مرة أخرى وتتعرض لهجوم من قبل قوة غير مرئية.
ثم نتحول إلى كارين، التي تخوض في مخزن مع أي وسيلة للهروب. تسمع صوت من خلال قناة التهوية (بن) الذي يقدم لمساعدتها.بعدها تقع وتفقد الوعي. عندما تستيقظ، تجد الباب مفتوح، وتجد جثة في غرفة الاستحمام القريبة. عندما تبدأ كارين بالاستكشاف، تستعيد أجزاء من ذاكرتها من خلال الصوت. كارين يصدف أن تكون شقيقة اليسا، التي هي في الواقع الصوت الغريب. بعد الحصول على الرسم وحل اللغز، تدخل كارين إلى غرفة في العالم الآخر حيث تواجه اليسا، التي تساعدها على استعادة ذاكرتها بالكامل.
يتبين أن اليسا تريد الثأر لوضعها في دار للأيتام وتتلاعب بشقيقتها، كارين، لتقتل كل شخص في دار للأيتام. تفعل كارين ذلك وتكبر دون معرفة الحقيقة.
كارين تخبر اليسا بأنها لا تريد أن تقتل وكانت اليسا تريد الانتقام. ثم تعتقد اليسا ان كارين تريد ان تحولا وتطلق العنان للوحش. بعد ان تقتلها كارين، اليسا تخبرها بـ"زيارة قمر. إنها تنتظر..."
تنقسم اللعبة إلى ثلاثة فصول، واحدة لكل حرف، التي تتشابك مع بعضها البعض بتسليط الضوء على الأحداث التي وقعت قبل ثلاثين عاما.

## شكل الإطلاق
كل من سايلنت هيل: اليتيم1 وسايلنت هيل: اليتيم2 تم إطلاقهم بصيغة jar جافا متوافقة مع الهواتف التي تدعم الصيغة

سايلنت هيل:اليتيم2

## روابط خارجية
- Official site نسخة محفوظة 14 فبراير 2009 على موقع واي باك مشين.
- Digiment official site
- Silent Hill: Orphan GameSpot Profile